# 제시 린가드
제시 엘리스 린가드(영어: Jesse Ellis Lingard, 1992년 12월 15일~)는 잉글랜드의 축구 선수로, 포지션은 공격형 미드필더, 윙어이다. 현재 K리그1의 FC 서울에서 활동하고 있으며 K리그 등록명은 린가드이다. 그는 마크 휴스, 이언 러시 외에 FA컵 결승전, EFL컵 결승전, FA 커뮤니티 실드에서 모두 득점을 기록하고 대회 우승을 달성한 3명의 축구 선수들 중 한 명이다.
2000년 맨체스터 유나이티드 FC에 입단한 후 2012년 레스터 시티 FC에 임대되어 있을 때 프로 1군에 데뷔했다. 그는 버밍엄 시티 FC, 브라이턴 & 호브 앨비언 FC, 더비 카운티 FC에서 임대 생활을 한 후 2015-16 시즌 맨유의 감독 루이 판 할에 의해 맨유 1군에 진입했고 2020년 올레 군나르 솔셰르 감독에 의해 1군에서 밀려날 때까지 맨유에서 주전으로 활동했다. 2021년 1월 웨스트햄 유나이티드 FC로 임대를 간 후 시즌 말까지 16경기에 출전해 9득점을 기록했고 2021-22 시즌까지 맨유에서 활동한 후 계약 만료로 맨유를 떠나 노팅엄 포리스트 FC와 1년 계약을 체결하며 자유계약으로 노팅엄에 합류했다. 이후 노팅엄과의 계약이 만료되어 구단을 떠난 린가드는 2024년 2월 FC 서울과 2년 계약을 체결하며 서울로 이적했다.
린가드는 잉글랜드 U-17 축구 국가대표팀과 잉글랜드 U-21 축구 국가대표팀을 거친 후 2016년 10월 잉글랜드 축구 국가대표팀에 데뷔했다. 그는 잉글랜드 대표팀 소속으로 2018년 FIFA 월드컵, 2019년 UEFA 네이션스리그 결선 토너먼트에 참가했다.

## 구단 경력

### 맨체스터 유나이티드 1기
2000년 맨체스터 유나이티드 유스팀에 입단한 뒤 폴 포그바, 라벨 모리슨 등과 함께 2010-11 시즌 FA 유스컵 우승의 주역으로 맹활약했고 2011년 여름 맨유 1군팀에 합류했지만 프로 데뷔전을 치르지는 못했다.

### 임대 경력
2012년 11월 팀 동료 마이클 킨과 함께 EFL 챔피언십의 레스터 시티로 1개월간 임대되어 5경기 모두 교체로 출전했고 이후 2013-14 시즌엔 버밍엄 시티와 브라이턴 & 호브 앨비언 소속으로 30경기 10골 7어시스트로 활약하며 브라이턴의 EFL 챔피언십 2013-14 4강 플레이오프 진출에 기여했다.
그 후 2014-15 시즌에는 더비 카운티 소속으로 공식전 16경기 2골 2어시스트를 기록하며 준주전급으로 활약했지만 조던 아이브와는 달리 기복이 심한 모습을 보이면서 씁쓸한 2014-15 시즌을 보냈다.

### 맨체스터 유나이티드 2기
2015-16 시즌부터 2021-22 시즌까지 맨유 소속으로 공식전 232경기 35골 21어시스트로 2015-16 시즌 FA컵 우승, 2016 FA 커뮤니티 실드 우승, 2016-17 시즌 EFL컵 우승, 2016-17년 UEFA 유로파리그 우승, 프리미어리그 2017-18 준우승, 2017-18 시즌 FA컵 준우승, 2017년 UEFA 슈퍼컵 준우승, 프리미어리그 2019-20 3위, 2019-20 시즌 FA컵과 EFL컵 그리고 2019-20년 UEFA 유로파리그 4강 진출 등에 기여했다.
그러나 2020-21 시즌부터 맨유에서의 입지가 크게 줄면서 결국 같은 프리미어리그팀인 웨스트햄 유나이티드로 임대 이적을 떠났고 2020-21 시즌 웨스트햄 소속으로 공식전 16경기 9골  4어시스트로 2021-22년 UEFA 유로파리그 본선 조별리그 진출에 기여하는 활약을 펼치며 기량을 회복하는 듯 했지만 맨유로 복귀한 2021-22 시즌 공식전 22경기 2골에 그치면서 결국 2021-22 시즌을 끝으로 맨유와의 결별을 선택했다.

### 노팅엄 포리스트
2021-22 시즌을 끝으로 맨유를 떠난 후 2022-23 시즌을 앞두고 노팅엄 포리스트와 입단 계약을 체결하여 공식전 20경기 2골 4어시스트로 2022-23 시즌 팀의 EFL컵 4강 진출에는 일조했으나 부상과 부진으로 주전 경쟁에서 완전히 밀리면서 2022-23 시즌을 끝으로 노팅엄에서 방출되었다.

### FC 서울
린가드는 노팅엄에서 방출된 지 8개월이 지난 2024년 2월 8일 K리그1의 FC 서울에 입단했다. 세부적인 계약 기간은 공개되지 않았지만 영국 언론은 2년 계약에 1년 연장 옵션이 포함되어 있다고 보도했다. 그는 데일리언 앳킨슨 이후 23년 만에 K리그에 입성한 2번째 잉글랜드 선수가 되었다.
린가드는 2024년 3월 2일 서울이 광주 FC에게 2대 0으로 패배한 2024 K리그1 1라운드에서 후반 31분 김경민과 교체 투입되면서 K리그에 데뷔했다. 그는 2024년 6월 26일 서울이 강원 FC에 2:0으로 승리한 2024 K리그1 19라운드에서 후반 55분 페널티킥을 득점하며 K리그에서 첫 득점을 기록했다.

## 국가대표팀 경력

### 연령별 대표팀
2008년부터 2015년까지 잉글랜드 U-17 대표팀과 잉글랜드 U-21 대표팀 소속으로 14경기 2골을 기록했다.

### A대표팀
2016년 10월 8일 몰타와의 2018년 FIFA 월드컵 유럽 지역 예선 F조 2차전에서 잉글랜드 A대표팀 소속으로 국제 A매치 데뷔전을 치른 후 2018년 3월 24일 네덜란드와의 친선 경기에서 A매치 데뷔골을 신고했다.
그리고 맨유에서의 활약을 바탕으로 2018년 FIFA 월드컵 본선 엔트리에 전격 합류 후 7경기 중 6경기(4경기 풀타임)에 출전했고 이 중 파나마와의 G조 조별리그 2차전에서 월드컵 데뷔골을 터뜨린 뒤 스웨덴과의 8강전에서는 델레 알리의 추가골을 어시스트하며 1990년 이후 잉글랜드의 28년만의 월드컵 4강 진출에 기여했다.
그 뒤 같은 해 11월 18일 크로아티아와의 2018-19년 UEFA 네이션스리그 A 4조 최종전에서 동점골을 터뜨리며 월드컵 4강전에서의 패배 설욕과 함께 초대 네이션스리그 4강 진출을 이끌었으나 2019년 이후로는 대표팀과 인연을 맺지 못했다.
그러다가 2020-21 시즌 막바지에 보여준 웨스트햄에서의 활약을 토대로 2021년 3월 18일 2년만에 잉글랜드 대표팀에 발탁된 후 1주일 뒤 홈에서 열린 최약체 산마리노와의 2022년 FIFA 월드컵 유럽 지역 예선 I조 1차전 경기에서 1개의 어시스트를 기록하는 등 인상적인 활약을 펼치며 팀의 5-0 대승에 일조했고 같은 해 9월 2일 헝가리와의 4차전에는 교체로 출전한 뒤 안도라와의 5차전에서는 선발로 출전해 3개의 공격포인트(2골 1어시스트)를 기록하며 4-0 대승을 이끌었다.

## 사생활
린가드는 잉글랜드에서 태어났으며, 그의 친할아버지와 친할머니는 세인트빈센트 그레나딘에서 이주해왔다. 그는 맨체스터 유나이티드 WFC와 잉글랜드 여자 축구 국가대표팀에서 활약하는 가비 조지(Gabby George)의 사촌이다.
그의 부모는 린가드가 아주 어릴 때 이혼했으며, 그의 할아버지가 그를 훈련장에 데려다주었고 린가드의 가장 큰 지지자였다. 린가드는 조부모님 댁과 어머니 댁을 오가며 살았는데, 어머니가 우울증을 앓고 있었고 침대에서 일어나기도 어려워했기 때문이다. 어머니의 정신 건강 문제로 인해, 린가드는 동생들인 재스퍼(Jasper)와 데이지-부(Daisy-Boo)를 돌봐야 했다.
린가드에게는 피트니스 모델이자 전 여자친구였던 레베카 홀리데이(Rebecca Halliday)와의 사이에서 2018년에 낳은 딸 호프 린가드(Hope Lingard)가 있다.
2018년, 린가드는 자신의 의류 브랜드 'JLingz'를 론칭했다. 하지만 브랜드 론칭으로 린가드가 축구에 집중하지 못한다며 맨체스터 유나이티드의 전 선수들인 로이 킨과 게리 네빌에게 비판을 받았다. 회사는 첫 해에 20만 파운드 이상의 손실을 기록했다.
2023년 9월, 제시 린가드는 음주 운전으로 유죄 판결을 받아 18개월간 운전 금지 처분과 함께 5만7천 파운드(당시 약 일주일 치 임금)의 벌금을 부과받았다. 그는 그레이터맨체스터 주 세일에서 람보르기니 우루스를 운전하다가 경찰에 적발되었으며, 호흡 검사 결과 혈중 알코올 농도가 기준치의 두 배를 넘는 것으로 확인되었다.
2024년 9월에는 서울에서 전동 킥보드를 타는 영상을 인스타그램에 올렸으나, 무면허 및 안전모 미착용 등으로 범칙금 19만원을 냈다.

## 출전 통계
| 클럽                 | 시즌    | 출전 | 득점 |
| -------------------- | ------- | ---- | ---- |
| 레스터 시티          | 2012-13 | 5    | 0    |
| 버밍엄 시티          | 2013-14 | 13   | 6    |
| 브라이튼 호브 앨비언 | 2013-14 | 17   | 4    |
| 맨체스터 유나이티드  | 2014-15 | 1    | 0    |
| 맨체스터 유나이티드  | 2015-16 | 40   | 6    |
| 맨체스터 유나이티드  | 2016-17 | 42   | 5    |
| 맨체스터 유나이티드  | 2017-18 | 48   | 13   |
| 맨체스터 유나이티드  | 2018-19 | 36   | 5    |
| 맨체스터 유나이티드  | 2019-20 | 40   | 4    |
| 맨체스터 유나이티드  | 2020-21 | 3    | 0    |
| 맨체스터 유나이티드  | 2021-22 | 22   | 2    |
| 맨체스터 유나이티드  | 합계    | 232  | 35   |
| 웨스트햄 유나이티드  | 2020-21 | 16   | 9    |
| 노팅엄 포리스트      | 2022-23 | 20   | 2    |
| FC 서울              | 2024    | 26   | 6    |
| FC 서울              | 2025    | 25   | 7    |
| FC 서울              | 합계    | 51   | 13   |

## 수상

### 구단

#### 맨체스터 유나이티드
- 프리미어리그 : 준우승 (2017-18)
- 잉글랜드 FA컵 : 우승 (2015-16), 준우승 (2017-18)
- EFL컵 : 우승 (2016-17)
- UEFA 유로파리그 : 우승 (2016-17)
- UEFA 슈퍼컵 : 준우승 (2017)
- FA 커뮤니티 실드 : 우승 (2016)

### 국가대표

#### 잉글랜드
- FIFA 월드컵 : 4위 (2018)
- UEFA 네이션스리그 : 3위 (2019)

### 개인
- 프리미어리그 이 달의 선수 : 2021년 4월
- 프리미어리그 이 달의 득점 : 2021년 4월

## 방송
- 2024년 tvN 《유 퀴즈 온 더 블럭》 (한국예능 첫 출연)